# Protosticta rozendalorum
Protosticta rozendalorum – gatunek ważki z rodziny Platystictidae. Występuje na wyspie Sangir Besar należącej do Wysp Sangihe (północna Indonezja) i prawdopodobnie jest jej endemitem. Holotyp (samiec) i paratypy (trzy samce i samica) zostały odłowione w maju 1985 roku.